# 達德霍普城堡

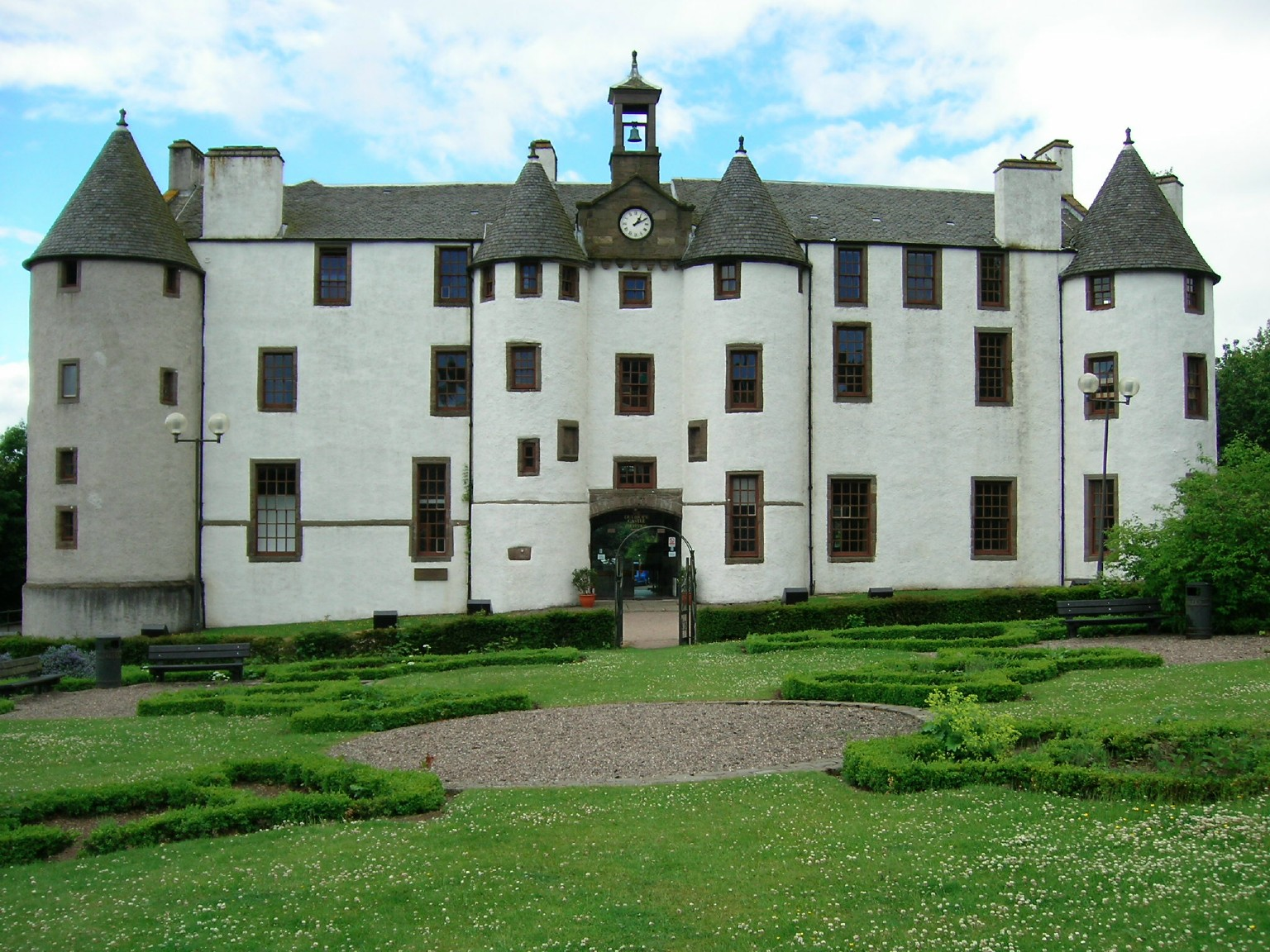
達德霍普城堡

達德霍普城堡（英語：Dudhope Castle）是一座位於蘇格蘭鄧迪的城堡。

## 歷史
達德霍普城堡由斯克林杰家族（Scrymgeour family）在13世紀晚期興建，原本為一座小型塔樓，後來經過擴建才形成今日的L型城堡。
1668年約翰·斯克林杰死後，第一代丹地伯爵，蘇格蘭及英格蘭國王查理二世無視城堡的正統繼承人，把城堡賜給第一代勞德戴爾公爵的弟弟查理斯·梅特蘭。1684年，他因財困而把城堡出售給克拉弗豪斯的約翰·格雷厄姆。達德霍普城堡也是他出發參加啟利克蘭基戰役的地方，而他本人亦戰死沙場。1694年，國王把城堡擁有權交給阿奇博尔德·道格拉斯（Archibald Douglas）。道格拉斯家族是城堡最後的住所主人，直至約1790年才結束。